# 西クマネシリ岳
西クマネシリ岳（にしクマネシリだけ）は、北海道の河東郡上士幌町と足寄郡足寄町の2町にまたがる標高1,635mの山。北海道百名山及び北海道の百名山に選定されている。

## 概要
石狩山地の東大雪を構成する一峰である。ピリベツ岳(1,602 m)、クマネシリ岳(1,585.9 m)、南クマネシリ岳(1,560.1 m)と併せてクマネシリ山塊と呼ばれており、かつて東西蝦夷山川地理取調図や北海道実測切図にはこれらの山をまとめてクマネシリとして表記されていた。上士幌町の十勝三股から望むピリベツ岳と西クマネシリ岳が女性の乳房に見えることから「オッパイ山」とも呼ばれている。また西クマネシリ岳及びクマネシリ岳の東南側の尾根は長い台地になっており、一部の人からは通称「ギアナ高地」と呼ばれている。クマネシリ山塊から流れる十四の沢川には三股永久凍土と呼ばれる永久凍土が存在する。
山名については、クマネシリはアイヌ語で「物干し棒のような山」という意味があり、「物干し棒」は東南側の台地のことを指すと言われており、その台地を持つクマネシリ岳の西側に聳える峰であったことからついたとされる。

## 登山
クマネシリ山塊のどの山もなだらかではないため、急登もあり体力が必要となるほか、ルートによっては踏み跡を辿ることになるため、藪漕ぎなどを強いられる場合がある。西クマネシリ岳・ピリベツ岳・クマネシリ岳へのルートは主に上士幌町の十勝三股側もしくは足寄町の美里別川側からの登山道が存在する。しかし十勝三股側からは三の沢川沿いのシンノスケ三の沢林道から入るが、2024年3月8日現在林道は路面洗堀により通行止めとなっている。そのため現在のメインルートは美里別川から登るルートになっている。